# فالس سیتی (تگزاس)
فالس سیتی، تگزاس (به انگلیسی: Falls City, Texas) یک شهر در ایالات متحده آمریکا با جمعیت ۵۹۱ نفر است که در تگزاس واقع شده‌است.

## موقعیت جغرافیایی
موقعیت جغرافیایی شهرها و مناطق اطراف به شرح زیر است: